# Ondina (escultura)
Ondina és una escultura de guix de Miquel Blay i Fàbrega del 1902. Es troba al Museu de la Garrotxa. D'aquesta obra se'n coneixen diversos exemplars, un de dimensions més petites, en terra cuita, guix, bronze i marbre.

## Tema
Aquesta escultura representa a una nàiade o dona d'aigua, unes nimfes aquàtiques.

## Descripció
Bust fins al pit d'una noia amb cabells llargs i cua en actitud de nedar. La disposició de la peça és molt original; la noia apareix en rompent d'una ona, confonent la cabellera amb la cresta d'escuma i les ondulacions del cos amb les de l'aigua.
Modelat allisat, tou, amb textures als cabells.

## Exposicions
Aquest exemplar figurava a la Sala Blay del Museu Arqueològic d'Olot i es va exposar:
- Cinquantenari de la mort de Miquel Blay i Fàbrega, Escola de Belles Arts d' Olot, 11 juliol-17 agost de 1986.
- Artistes gironins en l'exposició del 1981, Girona, al Museu d'Art de Girona, 1991.

Un altre exemplar es va exposar:
- Sala Hermanos Amaré, Madrid, juny 2003.
- Industrias Artísticas, Madrid, 1904.
- Sala Parés, Barcelona, 1906.
- El modernismo en España, Madrid, octubre- desembre 1969, Barcelona, juny- agost 1970.

- El Modernisme, Museu d' Art Modern de Barcelona, 10 octubre 1990- gener 1991.